# Tylophora cordigera
Tylophora cordigera är en oleanderväxtart som beskrevs av Ping Tao Li. Tylophora cordigera ingår i släktet Tylophora och familjen oleanderväxter. Inga underarter finns listade i Catalogue of Life.